# 里德格拉本河 (施瓦本雷扎特河支流)
49°03′56″N 10°57′52″E / 49.06544°N 10.96445°E
里德格拉本河是德國的河流，位於該國東南部，由巴伐利亞負責管轄，屬於施瓦本雷扎特河的左支流，河道全長2.5公里，流域面積1.6平方公里，發源自埃林根東側。